# 퉁관구

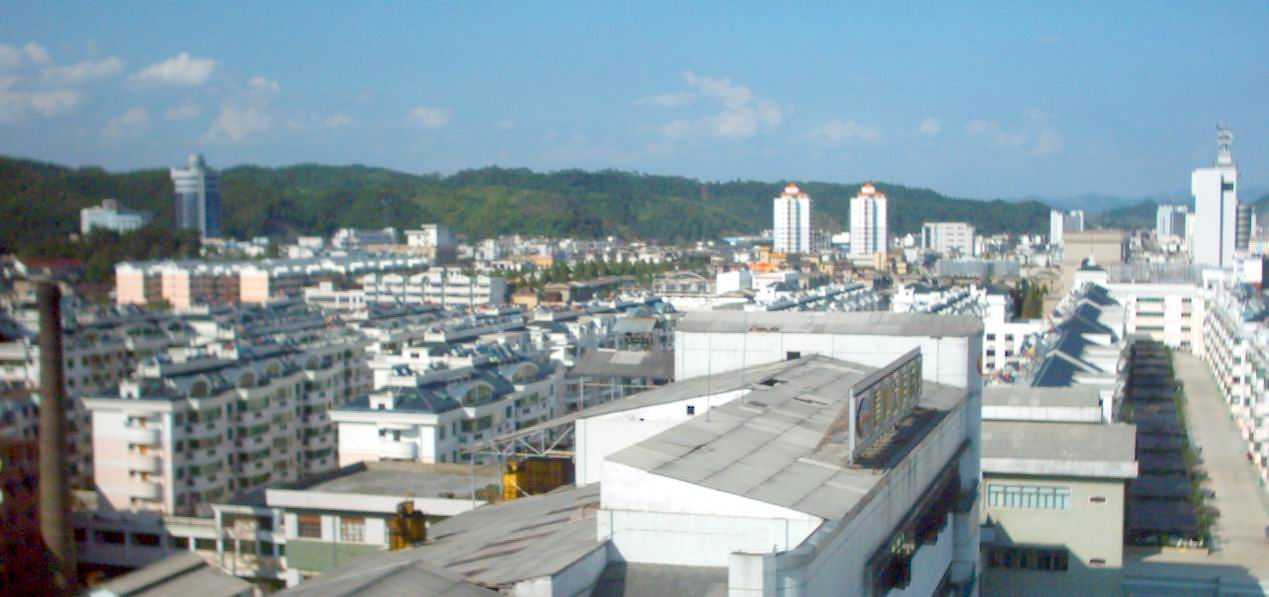

퉁관구(중국어: 铜官区, 병음: Tóngguān Qū)는 중화인민공화국 안후이성 퉁링 시의 현급 행정 구역으로 면적은 83km2, 인구는 402,062명이다. 2015년 퉁관산 구와 스쯔산 구가 하나로 통합되면서 신설되었다.

## 행정 구역
1개 가도, 1개 진, 23개 사구를 관할한다.
- 가도: 東郊街道
- 진: 西湖鎮